# Netřebice (district de Nymburk)
Pour les articles homonymes, voir Netřebice.
Netřebice (en allemand : Netrebitz) est une commune du district de Nymburk, dans la région de Bohême-Centrale, en République tchèque. Sa population s'élevait à 212 habitants en 2018.

## Géographie
Netřebice se trouve à 8 km à l'est-nord-est de Nymburk et à 53 km à l'est-nord-est de Prague.
La commune est limitée par Vestec au nord-ouest, par Činěves au nord-est, par Úmyslovice à l'est et au sud, par Kouty au sud, et par Budiměřice à l'ouest.

## Histoire
La première mention écrite de la localité date de 1186.

## Transports
Netřebice se trouve à 10 km de Nymburk et à 66 km de Prague.